# Família Eos
A família Eos é uma proeminente família de asteroides localizada no cinturão principal que se acredita ter formado como resultado de uma antiga colisão catastrófica. Os membros da família compartilham órbitas similares. A família leva o nome do asteroide 221 Eos.

## História
Em 1918, enquanto o astrônomo japonês Kiyotsugu Hirayama estava estudando na Universidade de Yale, ele começou a examinar as características dos asteroides. Ao traçar o movimento médio, excentricidade e inclinação das órbitas dos asteroides, ele descobriu que alguns dos objetos formavam agrupamentos. Em um artigo de 1918, ele descreveu três desses grupos, incluindo a família Eos com 19 membros. Desde então, o número de membros no agrupamento familiar Eos tem continuado a crescer, chegando a 289 em 1993.

## Características orbitais
Os asteroides da família Eos tem semieixos maiores entre 2,99 e 3,03 UA, excentricidades entre 0,01 e 0,13, e inclinações entre 8° e 12°. Atualmente, existem cerca de 4,4 mil membros conhecidos. A órbita interna da família é suportado pela ressonância 7/3 com Júpiter a 2,96 UA. A faixa orbital também inclui a ressonância 9/4 com Júpiter a 3,03 UA. A maioria dos membros da família se encontram dentro do último raio orbital. A distribuição de tamanhos desses asteroides sugere que a família tem cerca de 1-2 bilhões de anos.